# Petar Stoyanov
Petar Stefanov Stoyanov (en búlgaro: Петър Стефанов Стоянов; Plovdiv, Bulgaria; 25 de mayo de 1952) es un abogado y político búlgaro.  Fue presidente de Bulgaria entre los años 1997 y 2002. Ganó la elección de 1996 como candidato de la coalición Unión de Fuerzas Democráticas, siendo el más votado en su primera postulación. En el 2001 postuló para un segundo periodo contra Georgi Purvanov, sin embargo perdió en esta segunda oportunidad.

## Biografía
Stoyanov nació en Plovdiv el 25 de mayo de 1952. Es formado en Derecho y ejerció la abogacía entre 1978 y 1990 antes de ingresar en la política. 